# Jan Choinski
Jan Choinski (* 10. Juni 1996 in Koblenz, Deutschland) ist ein deutsch-britischer Tennisspieler. Seit 2019 tritt er für Großbritannien an.

## Karriere
Choinski spielt hauptsächlich auf der Future Tour und gewann dort im Einzel acht sowie im Doppel zwei Titel.
Sein größter Erfolg in der Jugend war der Einzug ins Halbfinale der Jugendkonkurrenz der US Open 2014.
2016 erhielt er für den MercedesCup in Stuttgart eine Wildcard und feierte damit sein Debüt auf der ATP World Tour. Er gab gegen Serhij Stachowskyj beim Stand von 3:6 auf.

## Erfolge
| Legende (Anzahl der Siege) |
| Grand Slam                 |
| ATP Finals                 |
| ATP Tour Masters 1000      |
| ATP Tour 500               |
| ATP Tour 250               |
| ATP Challenger Tour (5)    |

### Einzel

#### Turniersiege
| Nr. | Datum             | Turnier    | Belag | Finalgegner          | Ergebnis       |
| --- | ----------------- | ---------- | ----- | -------------------- | -------------- |
| 1.  | 10. Oktober 2022  | Campinas   | Sand  | Juan Pablo Varillas  | 6:4, 6:4       |
| 2.  | 13. August 2023   | Meerbusch  | Sand  | Camilo Ugo Carabelli | 6:4, 6:0       |
| 3.  | 8. September 2024 | Tulln      | Sand  | Lukas Neumayer       | 6:4, 6:1       |
| 4.  | 6. Juli 2025      | Troyes     | Sand  | Calvin Hemery        | 6:4, 6:74, 6:2 |
| 5.  | 20. Juli 2025     | Bunschoten | Sand  | Kimmer Coppejans     | 6:4, 3:6, 6:3  |